# Phreatochiltonia anophthalma
Phreatochiltonia anophthalma is een vlokreeftensoort uit de familie van de Chiltoniidae. De wetenschappelijke naam van de soort is voor het eerst geldig gepubliceerd in 1991 door Zeidler.